# 고산성당
고산성당은 대한민국의 대구광역시 수성구 달구벌대로 3094-1 (시지동)에 위치한 천주교 대구대교구 제2대리구 2지역의 성당이다. 1987년 11월 6일에 설립하였다.

## 같이 보기
- 천주교 대구대교구